# 비바 (가수)
비바는 대한민국의 래퍼이다. 
2019년 싱글 《Bakin' Bad》로 데뷔했다.

## 방송
- 쇼미더머니 11 (2022) - Top108